# Davit Kipiani
Davit Kipiani (Georgisch: დავით ყიფიანი, Russisch: Давид Кипиани) (Tbilisi, 18 november 1951 - aldaar, 17 september 2001) was een Georgisch voetballer en trainer. Als speler kwam hij uit voor de Sovjet-Unie.

## Biografie
Kipiani begon zijn voetbalcarrière bij Lokomotivi Tbilisi, maar in 1971 ging hij naar het grote Dinamo Tbilisi. In 1978 werd hij landskampioen met de club, in 1976 en 1979 won hij met Dinamo de beker en in 1981 de Europacup II.
Hij speelde ook 19 wedstrijden voor het nationale elftal en miste het WK in Spanje door een blessure. Na zijn voetbalcarrière was hij coach van een aantal profclubs en het Georgische nationale elftal.
Kipiani overleed ten gevolge van een verkeersongeval in september 2001.